# جوش فيليب
جوش فيليب (1 يونيو 1997 - ) (بالإنجليزية: Josh Philippe)‏ هو لاعب كريكت أسترالي. لعب مع فريق غرب أستراليا للكريكت ‏ وPerth Scorchers ‏ وSydney Sixers ‏.

## وصلات خارجية
- جوش فيليب على موقع إي آس بي آن كريك إنفو (الإنجليزية)